# Ещенко, Мария Александровна

Мария Александровна Ещенко  (19. 06. 1923, Харьков – 05.12. 2000, там же) – пианистка, педагог. Дочь  певца Александра Ещенко, сестра пианистки Натальи Ещенко. Канд. искусствоведения (1955), профессор (1977).

## Биография
Музыкой Мария начала заниматься в пятилетнем возрасте. В тринадцать лет она была принята в группу одарённых детей (ныне специальная музыкальная школа-интернат) при харьковской консерватории. По окончании школы Мария поступила в консерваторию (класс М. Хазановского), после окончания которой продолжила учебу в Московской аспирантуре в классе профессора С. Е. Фейнберга.
В 1950 году на международном конкурсе имени Б. Сметаны в Праге она стала лауреатом.
По окончании аспирантуры Мария вернулась в Харьков преподавателем консерватории. Но она не прекращала концертную деятельность.
В 1954 году она защитила кандидатскую диссертацию «Интерпретация и исполнение 24 этюдов Шопена», которая состояла из теоретической и исполнительной частей. В ее репертуар входили 32 сонаты Бетховена, Лист, Григ и многие композиторы.
Мария выпустила более 70 пианистов. 18 лет она руководила кафедрой специального фортепиано в Харьковском институте искусств. В 1992 Мария воссоединилась со своими детьми в Соединенных Штатах Америки и наравне с освоением английскою языка, она продолжала концертную деятельность.
Среди учеников-лауреаты и дипломанты конкурсов разных уровней И. Наймарк, М. Чернявская, Ю. Уринева, Н. Пушина.

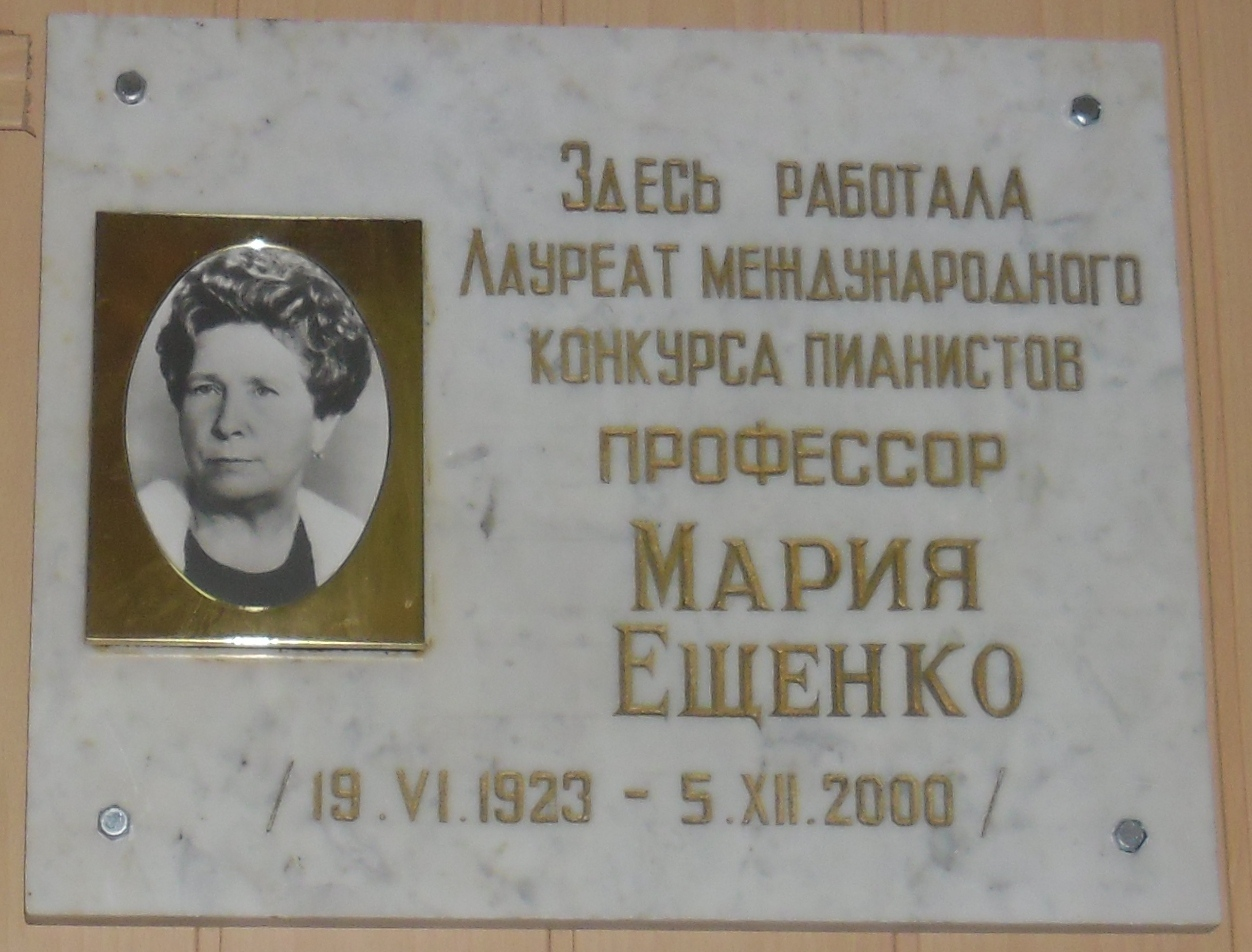
Мемориальная доска в честь Марии Александровны Ещенко в Харьковском университете искусств

В память о выдающейся пианистке в 2001 году был создан Благотворительный фонд  Марии Ещенко.